# Oldenburgische Franzosenzeit
Die Oldenburger Franzosenzeit bezeichnet in der Geschichte Oldenburgs die Zeit von 1806 bis 1814 unter französischem Einfluss und Eingliederung in das Französische Kaiserreich parallel zu der in weiteren deutschen und europäischen Gebieten ebenfalls so genannten Franzosenzeit.

## Oldenburg von den Koalitionskriegen bis zum Rheinbundbeitritt
Bereits zu Beginn der Koalitionskriege 1799 hatte das Herzogtum Oldenburg durch Truppendurchzüge und Einquartierungen von Truppen des Kurfürstentums Hannover, Englands und Preußens zu leiden. Nach dem Ende des Dritten Koalitionskrieges konnte der Beitritt zum Rheinbund durch die enge Beziehung zu Russland noch verhindert werden – Zar Alexander I. war der Neffe der verstorbenen Frau des Oldenburger Herzogs Peters I. Allerdings konnte Russland nicht vollständig für die Sicherheit des Herzogtums garantieren, da es zusammen mit Preußen bereits selbst wieder im Krieg gegen Napoléon I. gebunden war.
Am 14. Oktober 1806 schied Preußen nach den Niederlagen von Jena und Auerstedt aus dem Krieg aus. Der preußische General Blücher musste nördlich von Lübeck auf dem Gebiet des Fürstentums Lübeck, einer zu Oldenburg gehörenden Exklave, kapitulieren. Russland – nun auf sich allein gestellt – konnte daraufhin nicht verhindern, dass das Herzogtum Oldenburg am 12. November 1806 von Truppen des neuen Königreichs Holland unter Napoleons Bruder Louis Bonaparte besetzt wurde. Erst nach massiven russischen Protesten zogen die Truppen im Januar 1807 wieder ab und Herzog Peter, der sich in die Residenzstadt des unbesetzten Teils des Fürstentums Lübeck Eutin abgesetzt hatte, kehrte unter dem Jubel der Bevölkerung nach Oldenburg zurück.
Im Frieden von Tilsit im Juli 1807 musste sich Russland nach der preußischen Niederlage mit Frankreich verständigen. Napoleon garantierte im Gegenzug die Souveränität einiger Fürstentümer, die von Verwandten des Zaren regiert wurden, darunter auch die des Herzogtums Oldenburg. Die seit 1797 von Russland regierte Herrschaft Jever und die seit 1806 unabhängige Herrschaft Kniphausen – beides vormals oldenburgische Besitzungen – wurden allerdings Holland zugeschlagen.

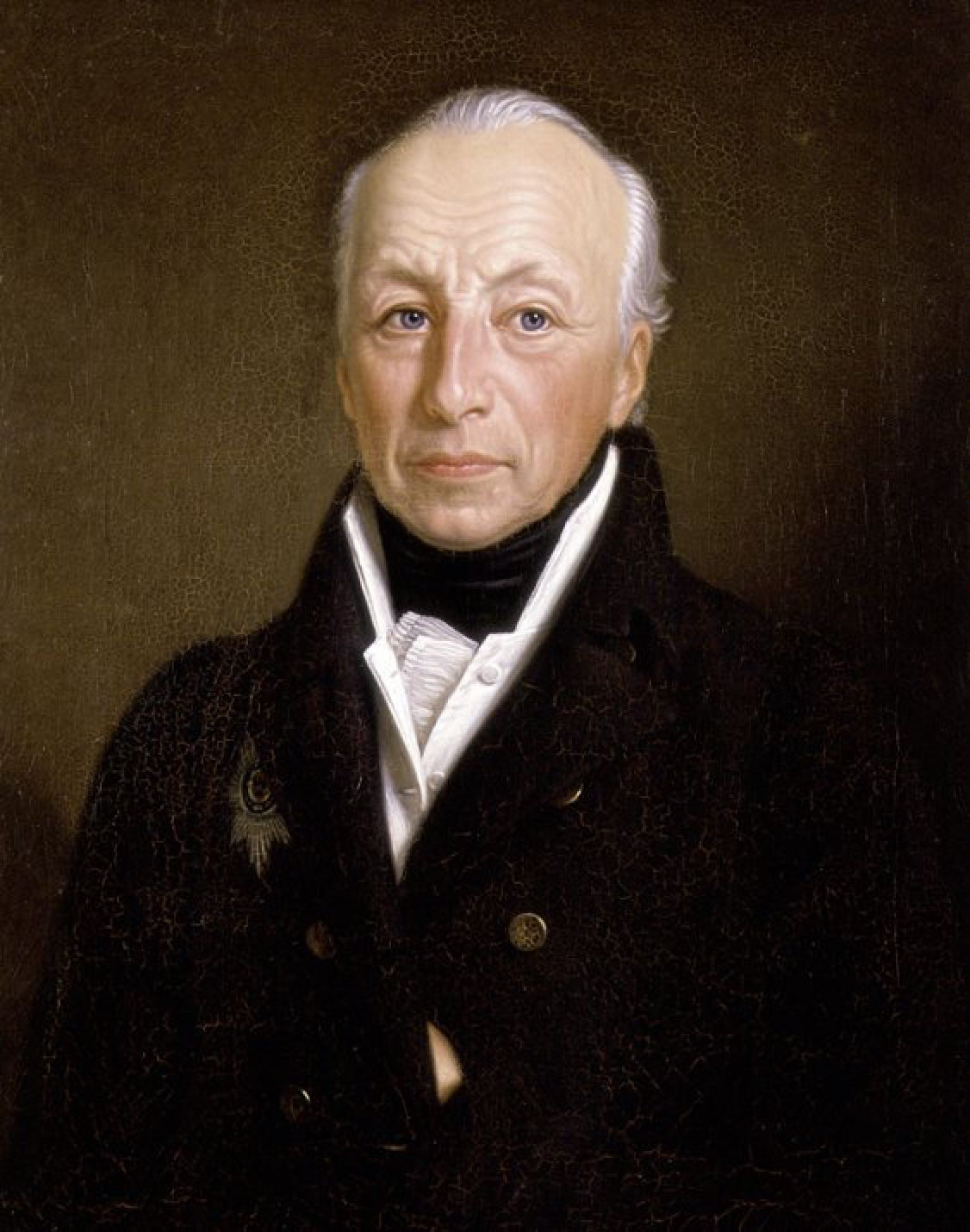
Herzog Peter (I.) von Oldenburg floh vor der französischen Besetzung ins Exil nach Russland.

Im Februar 1808 reiste Peter I. nach Paris um Napoleon seine Aufwartung für die Garantie der Souveränität zu machen und wurde zuvorkommend behandelt. Im September und Oktober desselben Jahres war Peter dann auf Einladung Napoleons beim Erfurter Fürstenkongress anwesend. Napoleon suchte hier nach der schweren Niederlage von Bailén im Spanischen Feldzug erneut die Verständigung mit Russland. Auf Druck des Zaren war Peter hierbei nun gezwungen, als letzter deutscher Fürst doch noch dem Rheinbund beizutreten.

## Rheinbundbeitritt und französische Besatzung
Der Beitritt zum Rheinbund kann als der eigentliche Beginn der Franzosenzeit für das Herzogtum Oldenburg angesehen werden. Das Herzogtum musste sich am Rheinbundkontingent beteiligen und durch die Kontinentalsperre wurde zum einen der Handel beschränkt, zum anderen aber auch der Schmuggel über Helgoland verstärkt. Die Position Oldenburgs gegenüber Frankreich wurde dadurch zunehmend schwächer. Außerdem hatte Herzog Peter es dem Herzog Friedrich Wilhelm von Braunschweig ermöglicht, sich mit einem in Böhmen rekrutierten Freikorps von dem oldenburgischen Hafen Brake nach England einzuschiffen, um sich dort der King’s German Legion im Kampf gegen Napoleon anzuschließen. Weiterhin hatte Peter im April 1809 seinen Sohn Georg mit der russischen Großfürstin Katharina Pawlowna, Tochter des Zaren Paul I. verheiratet. Die Großfürstin hatte vorher auf dem Fürstentag in Erfurt Napoleons Hand ausgeschlagen. Oldenburg war damit gegenüber Frankreich in einer schwierigen Position.

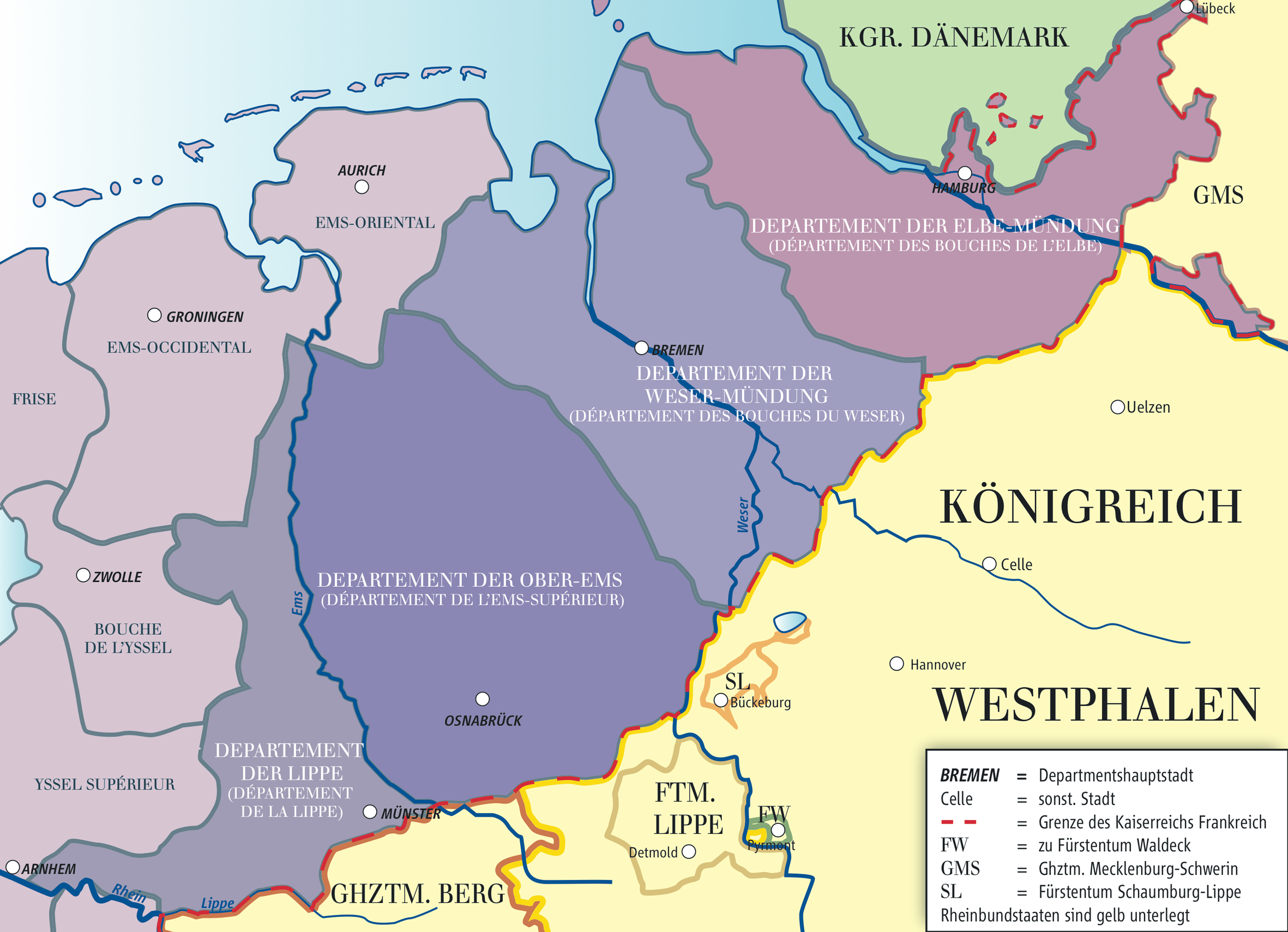
Die „Hanseatischen Departements“

Die Besetzung des Herzogtums war somit nur eine Frage der Zeit, zumal Napoleon für eine wirksame Kontinentalsperre die gesamte Nordseeküste kontrollieren musste. Nachdem am 1. März 1810 das Kurfürstentum Hannover besetzt wurde und am 1. Juli 1810 Napoleons Bruder, der als König von Holland in Ungnade gefallen war, abdanken musste und somit auch Holland französisch wurde, grenzte Oldenburg direkt an Frankreich. Am 13. Dezember beschloss der französische Senat schließlich auch die Besetzung Oldenburgs und die Einrichtung von vier Hanseatischen Departements die sich – parallel zu den Flüssen Ems, Weser und Elbe bis nach Hamburg und Lübeck ausdehnten und im Süden an das Königreich Westphalen grenzten. Aus den früheren Grafschaften Oldenburg und Delmenhorst wurde das Arrondissement Oldenburg gebildet, dass zum Departement der Wesermündungen – Département des Bouches du Weser – mit Hauptsitz Bremen gehörte. Südoldenburg kam zum Department der Ober-Ems – Département de l’Ems-Supérieur – mit Hauptsitz Osnabrück. Der südliche Teil des zum Herzogtum Oldenburg gehörenden Fürstentums Lübeck wurde ebenfalls französisch besetzt. Von 1811 bis 1814 war es eine Exklave des Départements des Bouches de l’Elbe.
Die Besetzung lief größtenteils friedlich ab. Die öffentlichen Kassen Oldenburgs wurden beschlagnahmt, sodass ab dem 1. Januar 1811 keine Beamtengehälter mehr ausgezahlt werden konnten. Herzog Peter wurde vor die Wahl gestellt, in Oldenburg zu bleiben oder – als Ersatz – Herzog des sehr viel kleineren Fürstentums Erfurt zu werden, zog es aber dann vor, am 27. Februar 1811 nach Russland ins Exil zu gehen. Seinen höchsten Beamten bot er an, in seinen Dienst zu treten und sie aus seinem Privatvermögen zu bezahlen.
Am 28. Februar 1811 wurde Oldenburg durch einen Festakt in der Lambertikirche und eine Proklamation, die die Einwohner als französische Bürger ansprach, durch Frankreich in Besitz genommen.
Im Sommer 1811 reiste eine oldenburgische Delegation unter Führung von Gerhard Anton von Halem als Präsident des provisorischen Appellationsgerichtes nach Paris, um Napoleon von Seiten der neuen Provinzen zu huldigen.

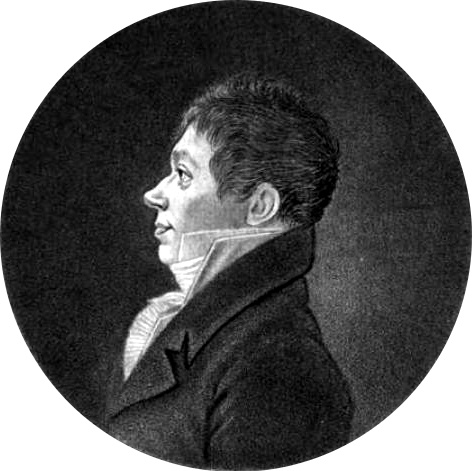
Gerhard Anton von Halem (1752–1819) lehnte das Angebot ab, mit Peter I. ins russische Exil zu gehen. Nach Rückkehr des Herzogs verlor er seine Ämter.

Die Verfassung des Ersten Französischen Kaiserreiches sowie das seinerzeit modernste Gesetzeswerk in Europa, der Code Napoléon, traten am 20. August in Oldenburg in Kraft und brachten tiefgreifende Veränderungen für das Rechts- und Verwaltungssystem. Öffentliche Gerichtsverhandlungen und die Erbteilung zu gleichen Teilen wurden zugelassen, was den bäuerlichen Besitz zerstückelte. Andererseits war das Lehnswesen aufgehoben, Zivilehe und staatliche Geburts- und Sterberegister wurden eingeführt und die jüdische Bevölkerung erhielt die rechtliche Gleichstellung.
Unterpräfekt des Arrondissements Oldenburg wurde zunächst Pierre de Coubertin, ein Verwandter des Gründers des Olympischen Komitees gleichen Namens, dann Amadee-Pierre Perrier und 1812 schließlich der spätere Bremer Senator Johann Eberhard Pavenstedt, der für seine fleißige und maßvolle Tätigkeit sehr geachtet wurde. Pavenstedt wurde dann allerdings von dem jungen und unerfahrenen Baron Pierre-Emmanuel Frochot abgelöst.
Die Zivilbevölkerung litt mit großer Verbitterung unter der Fremdherrschaft der Franzosen. Die Aushebung von Truppen für das Rheinbundkontingent, später aber auch von Seeleuten zur Bemannung der Schiffe für die geplante England-Invasion wurde rücksichtslos, teilweise mit Repressalien gegen Verwandte flüchtiger Männer durchgeführt. Auch eine Vielzahl von Steuern wurde erhoben und zum Straßenbau wurden selbst Kinder von zwölf Jahren zwangsverpflichtet, während andererseits der Deichbau vernachlässigt wurde. Um dem weiter grassierenden Schmuggel entgegenzutreten, wurde ebenfalls mit aller Härte bis hin zur Todesstrafe durchgegriffen. Der Handel blieb durch die Kontinentalsperre weiterhin unterbunden.
Dazu kam, dass jegliche Sympathie zum herzoglichen Herrscherhaus geleugnet und Napoleons Siege und Ehrentage, so der Geburtstag Napoleons (15. August) ebenso wie das Datum seiner Kaiserkrönung (2. Dezember), entsprechend als staatliche Feiertage begangen werden mussten.
Das in Oldenburg garnisonierte ehemalige Rheinbund-Bataillon wurde 1812 dem 129. Linieninfanterie-Regiment, dessen Stab in Osnabrück lag, zugeteilt. Das Regiment nahm am Russlandfeldzug 1812 teil und wurde völlig aufgerieben. Weitere Oldenburger dienten in anderen Einheiten der Grande Armee, dabei besonders in der Kavallerie. Die genaue Zahl der oldenburgischen Verluste ist unbekannt. Als gesichert gilt lediglich, dass bis Dezember 1814 von 700 Angehörigen des Herzogtums, die in französischen Diensten gestanden hatten, noch keine Nachricht vorlag.

## Niedergang der französischen Herrschaft 1813
Anfang 1813 verbreiteten sich schließlich Nachrichten vom Rückzug Napoleons. Im März 1813 wurde Hamburg (wenn auch zunächst nur vorübergehend) befreit und landesweit kam es zu Volkserhebungen und Unruhen. Am 16. März 1813 wurden Kosaken an den Grenzen des Herzogtums gesichtet. Oldenburg war aus Sicht der Franzosen vor einem Überfall und der Befreiung nicht mehr sicher und Beamte und die Gendarmerie zogen zunächst nach Bremen ab. Aus angesehenen Bürgern bildeten sich Bürgerwachen, die die öffentliche Ordnung aufrechterhalten und im Zweifel auch französisches Eigentum und deren Sympathisanten schützen sollten. Trotzdem wurden in Brake und in Elsfleth die Häuser der Maires verwüstet und kurze Zeit später erreichten die Unruhen Oldenburg. Dort ernannte Frochot aus Mitgliedern des früheren Magistrats eine fünfköpfige Administrativkommission, die die Ordnung aufrechterhalten sollte. Allerdings bekamen die Kommissionäre die Lage in Oldenburg nicht unter Kontrolle. Das Zuchthaus, in dem viele Waren gelagert waren, wurde geplündert. Außerdem änderte die Kommission auch verschiedene Amtsbezeichnungen vom Französischen ins Deutsche und unterließ die Strafverfolgung von Unruhestiftern. Dazu brachte die Kommission eine Proklamation heraus, um dafür zu sorgen, dass das Volk Ruhe bewahrte. Dies wurde von den Franzosen als Angriff gewertet und am 20. März 1813 wurde der Ausnahmezustand über die Hanseatischen Departements verhängt. Französische Truppen wurden über Brake und Elsfleth nach Oldenburg entsandt und nahmen auf dem Weg einige Amtsträger mit deutschen Titeln gefangen. Ein zuvor von aufständischen Kanonieren besetztes Fort bei Blexen wurde am 25. März von den Franzosen zurückerobert. Mehrere gefangene Kanoniere wurden hingerichtet. Nach den französischen Siegen bei Großgörschen (2. Mai 1813) und Bautzen (20./21. Mai) kehrte auch der Unterpräfekt Frochot nach Oldenburg zurück.
Die Mitglieder der Administrativkommission, obwohl von Frochot eingesetzt, hielten sich versteckt, stellten sich aber später gegen Zusicherung von Straffreiheit den Franzosen. Zu ihnen gehörten die Kanzleiräte Albrecht Ludwig von Berger und Christian Daniel von Finckh sowie der Zuckerfabrikant Gerhard Nikolaus Bulling, der Kaufmann Johann Dietrich Klävemann und der Gutsbesitzer Peter Ludwig Carl Friedrich von Negelein auf Fikensolt. Am 4. April wurden die fünf Kommissionsmitglieder sowie der vormalige Oldenburgische Maire Johann Wiegand Christian Erdmann nach Bremen überführt. Dort wurden Berger und Finckh entgegen der Zusicherung der Straffreiheit durch Frochot von dem berüchtigten General Dominique Joseph Vandamme in einem Schauprozess wegen Hochverrats zum Tode verurteilt. Die Hinrichtung musste ein Bekannter der beiden, General von Osten, leiten. Die anderen durften nach Oldenburg zurückkehren.
Berger und Finckh wurden später durch Peter I. rehabilitiert und 1824 wurde den beiden auf dem Gertrudenfriedhof ein Ehrenmal errichtet.

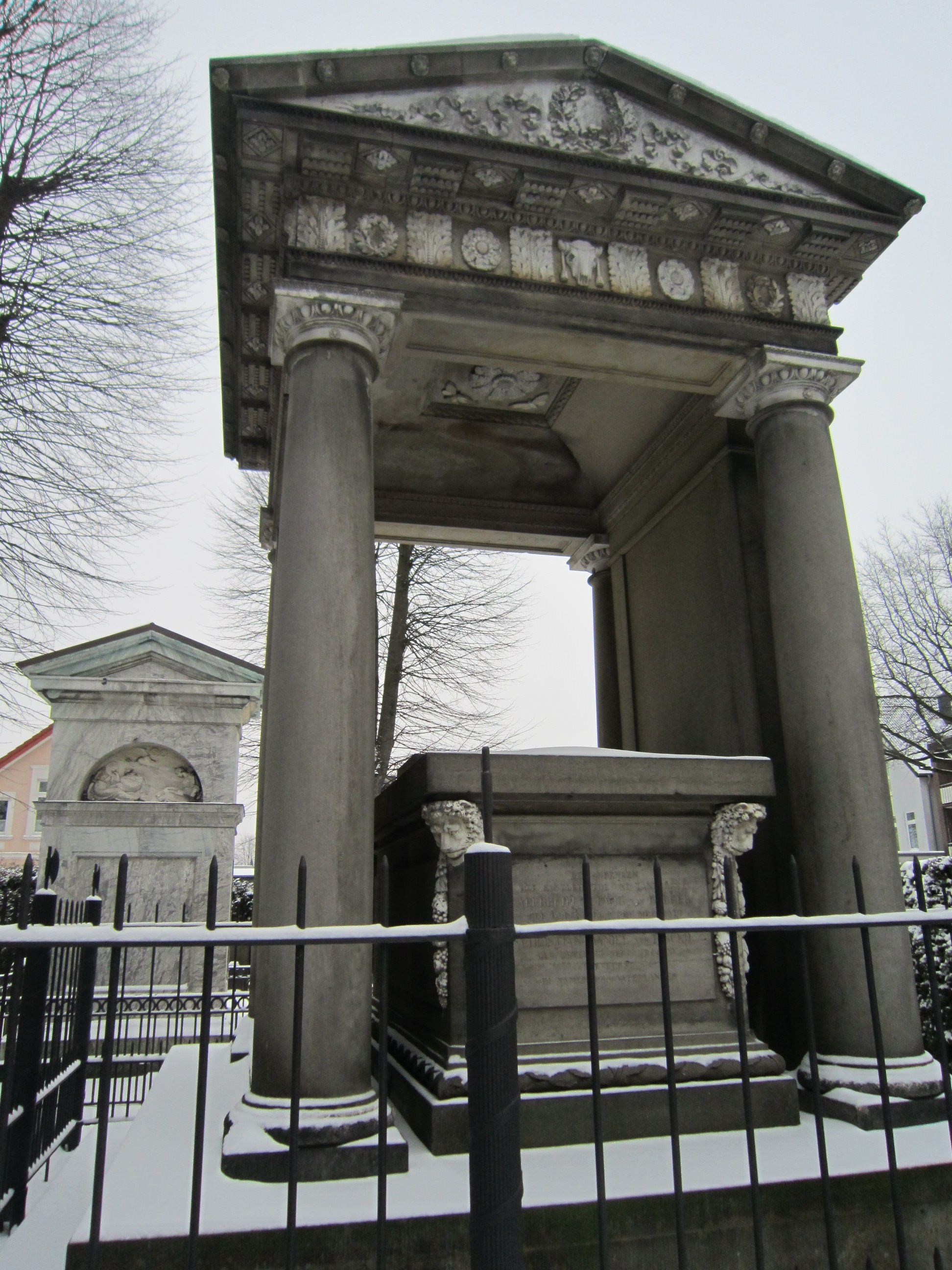
Grab Albrecht Ludwig von Bergers und Christian Daniel von Finckhs auf dem Gertrudenfriedhof in Oldenburg

Nach den Hinrichtungen nahmen die Belastungen als Vergeltung für Oldenburg durch rücksichtslose Dienstverpflichtungen, Requirierungen, Einquartierungen und Fronarbeit im Festungsbau weiter zu. Der Belagerungszustand wurde aufrechterhalten, allerdings konnte die geplante Plünderung durch den französischen Ritter Louis Marcel de Cousser, der als Königstreuer nach der Französischen Revolution nach Oldenburg geflohen war und von den Franzosen zum Munizipalratsvorsitzenden ernannt wurde, abgewendet werden.

## Befreiungskriege
In Preußen hatten die Befreiungskriege mittlerweile begonnen und Herzog Peter zog im Gefolge des Zaren sowie mit der preußisch-russischen Armee und der von ihm angeregten und vom Zaren aus deutschen Exilanten und übergelaufenen Kriegsgefangenen errichteten Russisch-Deutschen Legion nach Norddeutschland. Mit diesen Armeen nahm er an den Schlachten bei Großgörschen, Bautzen, Dresden (26./27. August) und schließlich an der Völkerschlacht bei Leipzig (16. bis 19. Oktober ) teil. Im Oktober 1813 erreichten russische Kosaken schließlich Oldenburg. Herzog Peter kehrte am 27. November zurück und wurde von den Bürgern stürmisch mit Beifall und Glockenläuten in Empfang genommen. Ein Dankfest folgte am 5. Dezember im Beisein russischer Soldaten.
Damit sich auch Oldenburg am Befreiungskampf gegen die Franzosen beteiligen konnte, setzte Peter am 24. Dezember die von Erbprinz August entworfene Wehrverfassung um und führte damit die allgemeine Wehrpflicht zur Aufstellung eines oldenburgischen Kontingentes ein. Die Aufstellung verlief allerdings auch durch allgemeinen Unwillen schleppend und so nahm das Kontingent als einziges der deutschen Staaten nicht am Frühjahrsfeldzug 1814 teil.
Als Napoleon am 1. März 1815 von Elba nach Frankreich zurückkehrte, erfolgte auch in Oldenburg im Mai 1815 die allgemeine Mobilmachung. Das gut gerüstete aber junge und unerfahrene oldenburgische Regiment unter Oberst Wilhelm Gustav Friedrich Wardenburg mit 1.600 Mann wurde dem Norddeutschen Bundeskorps unter Feldmarschall Blücher zugeteilt. An der Schlacht bei Waterloo nahm die Truppe nicht teil. Stattdessen wurden die Oldenburger im Sommer 1815 im Festungskrieg im deutsch-französischen Grenzgebiet in den Kämpfen von Mézières bei Sedan und Montmédy eingesetzt. Dort vermied Wardenberg durch begründete Befehlsverweigerung zweimal unnötige Verluste der Oldenburger und bewirkte nach einem Ausbruch der Ruhr von Blücher persönlich die Entlassung des Regiments in die Heimat. Am 8. Dezember kam die Truppe in Oldenburg an. Fünf Gefallene hatte das Regiment zu beklagen.

## Oldenburg im Wiener Kongress
Herzog Peter nahm am Wiener Kongress nicht persönlich teil, da er höfischem Leben abgeneigt war. Sein Gesandter in Wien, der Regierungspräsident des zu Oldenburg gehörenden Fürstentums Lübeck Hans Albrecht von Maltzan, hatte daher einen schweren Stand und musste täglich die Großfürstin Pawlowna, die auch die oldenburgischen Interessen vertrat, um Instruktionen bitten.
Als Ergebnis des Wiener Kongresses wurde Oldenburg zum Großherzogtum erhoben. Es enthielt die zum Amt Varel umgebildete ehemalige Herrschaft Varel des Grafen Bentinck zugesprochen sowie Vechta und Cloppenburg, die allerdings hoch verschuldet waren. Bereits am 28. Dezember 1813 hatte der Zar die Herrschaft Jever an Oldenburg abgegeben, die damit nach 150 Jahren wieder zum Herzogtum gehörte. Auf die Weserzolleinnahmen musste Peter dagegen verzichten. Dafür wurde Oldenburg mit dem kleinen und weit entfernten Fürstentum Birkenfeld entschädigt. Außerdem trat Oldenburg mit dem Beitritt zur Wiener Schlussakte 1821 dem Deutschen Bund bei.